# David Ho
David Da-i Ho est un chercheur sino-américain célèbre pour être un pionnier dans les traitements contre le VIH. En particulier, les travaux de Ho ont jeté les bases d'une thérapie antirétrovirale combinée, qui a prolongé la durée de vie de plusieurs milliers de personnes et rendu la maladie gérable.
En 1996, il a été élu homme de l'année par le Time Magazine.